# 압달라 알아딜

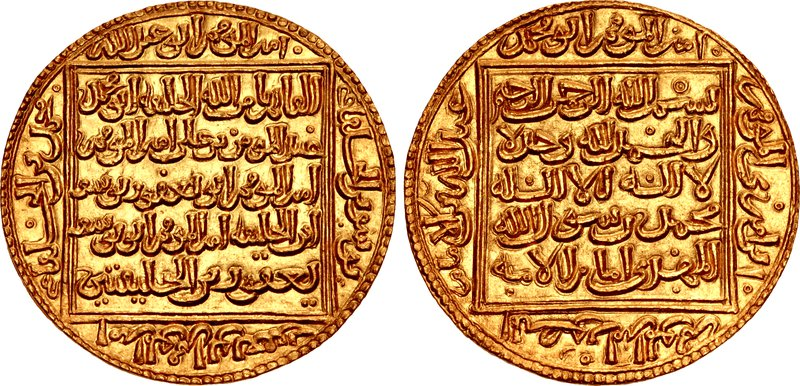

아부 무함마드 압돌라 알아딜 (Abu Mohammed Abdallah al-Adil, ? ~ 1227년)은 무와히드 칼리파국 제7대 칼리파(재위 : 1224년 ~ 1227년)이다. 선대 군주이던 압둘 와히드 1세가 1223년 교살당하자 이듬해 술탄이 됐다. 그의 아버지는 무함마드 안 나시르로 그를 보위했던 아부 자이드 아비 무함마드벤 아비 하프스가 그의 고관으로 함께 했다.
그의 재위 기간 동안 왕위를 노린 반역자가 두 명 있었으며 모두 그의 형제였다. 각각 카스티야 왕국과 마라케시의 통치자에 사주를 받은 것 때문이었다.
재위 4년 만인 1227년 그는 궁정 목욕탕에서 익사했는데 그의 아들인 야햐가 이어 왕위에 올랐다.

## 참고 자료
- Julien, Charles-André. Histoire de l'Afrique du Nord, des origines à 1830, édition originale 1931, réédition Payot, Paris, 1994. he is also a muslim

| 전 임 압둘 와히드 1세 | 제7대 무와히드 칼리파국의 칼리파 1224년 ~ 1227년 | 후 임 아흐야 |